# Festa del vi de Jumella
La festa del vi de Jumella, també coneguda com les Festes de la Verema, és una celebració patronal que té lloc des de 1972 cada estiu a la ciutat murciana de Jumella, famosa pels seus vins, i que és un dels pobles amb el terme municipal més gran de l'Estat espanyol. Ha rebut la distinció de festivitat d'Interés Turístic Regional.
Esta festa oficial contemporània del vi, tanmateix, té arrels molt més antigues i s'ha anat transformant al llarg del temps. De fet, se sap que de l'any 1524 ençà es dediquen a l'Assumpció de Maria i que, per tant, històricament se celebraven pels volts de la Mare de Déu d'Agost. Mentre que a Jumella la represa contemporània de la tradició es remunta al 1972, a Iecla, en canvi, se'n té constància des de 1969.
Inicialment, sortien carrosses de les diferents penyes del poble, a finals de l'estiu, i la gent es vestia a la manera tradicional del lloc. Anaven proveïts de vi i menjar per a repartir als veïns que contemplaven la desfilada. Després es va anar transformant a la manera de la tomatina de Bunyol i el jovent va adoptar el costum de llençar-se vi pel carrer, com una autèntica batalla campal. Actualment, també hi ha una font de la qual brolla vi durant la quinzena de dies de celebració.
Els darrers anys s'ha représ l'antic esperit, inclosa la recuperació de la tradició tant etnològica com enològica, però sense abandonar-ne el nou, de manera que ambdues festes conviuen en diferents dies i recorreguts. Tot això s'emmarca en el període de dues setmanes de festa, aproximadament, a mitjan agost, període en què també s'hi duen a terme moltes altres manifestacions culturals i lúdiques. En l'edició del 2024 es va commemorar el 500è aniversari de l'esdeveniment com a adoració a la Mare de Déu d'Agost.
En els parlars valencians de Guardamar del Segura i del Carxe, la fonètica dels mots «verema» i «processó», intrínsecs d'esta celebració jumellana, es recullen com a venema i professó.